# Linha Koizumi

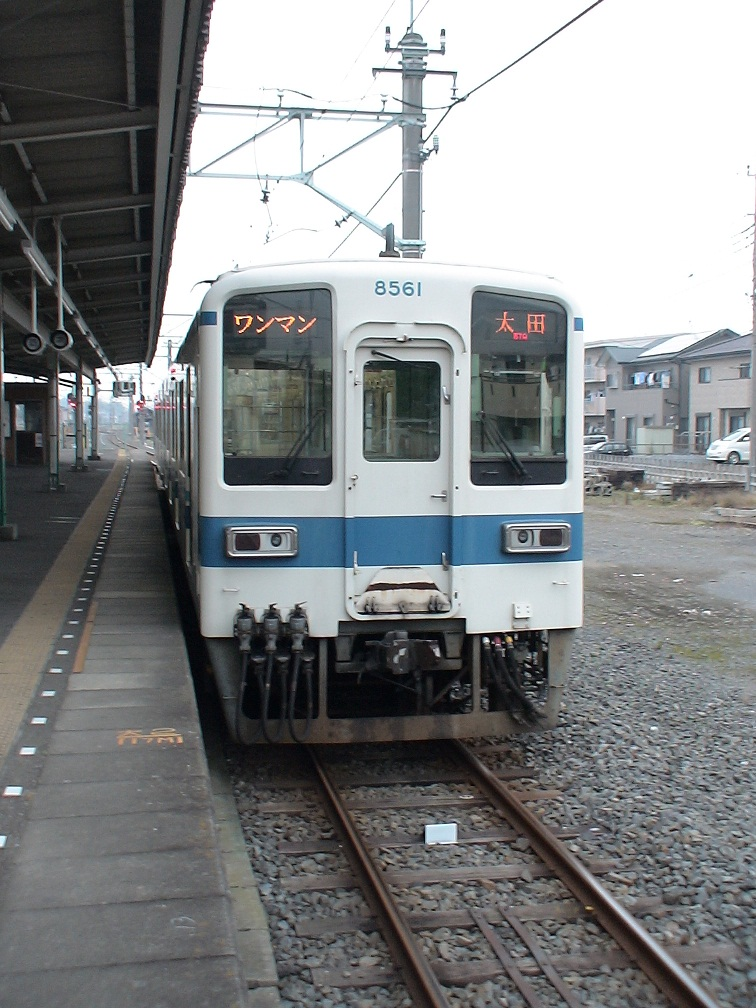
O trem na Linha Koizumi.

Linha Koizumi (japonês : Koizumi-sen, 小泉線) é um ramal da Tobu Railway [ja] (japonês : Tobu Tetsudo, 東武鉄道) em Gunma, Japão.

É constituída a partir de 2 trechos, entre estação Tatebayashi de estação Nishi-Koizumi, e entre estação Ōta para estação Higashi-Koizumi.

## História
- 1917 : Chugen Railway começou o serviço entre a estação Tatebayashi e da estação de Koizumi-Machi (via férrea : único, bitola : 1067mm).
- 1922 : Compahnia Chugen Railway renomeado para Joshu Railway.
- 1937 : Tobu Railway comprou Joshu Railway.
- 1939 : Trecho entre estação Koizumi-Machi para estação Sengoku-Gashi prorrogado.
- 1941 : Trecho entre Koizumi-Machi para Ota em serviço.
- 1943 : Eletrificado (DC 1500V)
- 1976 : Trecho entre estação Nishi-Koizumi para estação Sengoku-Gashi abolido.

## Operação de trens
Tem 2 rotas.
- Estação Tatebayashi de estação Nishi-Koizumi.
- Estação Nishi-koizumi de estação Kiryu, Linha Kiryu, via estação Ota.

Trens composto 2 carros, operado por apenas um motorista por cada trem.

## Estações

### Entre estação Tatebayashi de estação Nishi-Koizumi
| Número | Estação         | Distância acumulada real (km) | Integração com Outras Linhas |
| ------ | --------------- | ----------------------------- | ---------------------------- |
| TI-10  | Tatebayashi     | 0,0                           | Linha Isesaki e Linha Sano   |
| TI-41  | Narushima       | 2,0                           |                              |
| TI-42  | Hon-Nakano      | 6,1                           |                              |
| TI-43  | Shinozuka       | 8,2                           |                              |
| TI-44  | Higashi-Koizumi | 9,8                           | Linha Koizumi destino a Ota  |
| TI-45  | Koizumi-Machi   | 10,7                          |                              |
| TI-46  | Nishi-Koizumi   | 12,0                          |                              |

### Entre estação Higashi-Koizumi de estação Ota
| Número | Estação         | Distância acumulada real (km) | Integração com Outras Linhas                         |
| ------ | --------------- | ----------------------------- | ---------------------------------------------------- |
| TI-44  | Higashi-Koizumi | 0,0                           | Linha Koizumi destino a Nishi-Koizumi ou Tatebayashi |
| TI-47  | Ryūmai          | 3,1                           |                                                      |
| TI-18  | Ōta             | 6,4                           | Linha Kiryu e Linha Isesaki                          |

## Referência
- Shiryo Nippon no Shitetsu terceira edição, Tetsudo Tosho Kankokai, 1976 Toquio